# Нейробиология половых различий
Нейробиология половых различий — это изучение характеристик, которые разделяют мужской и женский мозг. Некоторые полагают, что психологические половые различия появляются в результате непрерывного влияния генов, гормонов и социального обучения на развитие мозга.
Некоторые данные исследований морфологии и функций мозга указывают на то, что мужской и женский мозг не всегда можно считать идентичными со структурной или функциональной точки зрения, а некоторые структуры мозга являются диморфными по половым признакам.

## История
Идеи о различиях между мужским и женским мозгом циркулировали со времён древнегреческих философов (около 850 года до нашей эры). В 1854 году немецкий анатом Эмиль Хуске обнаружил разницу в размерах лобной доли, которая заключалась в том, что лобные доли у мужчин на 1 % больше, чем у женщин. Позднее в 19-м веке учёные всё больше изучали половые диморфизмы в мозге. До недавнего времени учёным было известно о нескольких структурных половых диморфизмах мозга, но они и не думали, что пол оказывает какое-либо влияние на то, как человеческий мозг выполняет повседневные задачи. Благодаря молекулярным исследованиям, исследованиям на животных и нейровизуализации было обнаружено много информации о различиях между мужским и женским мозгом и о том, насколько они различаются структуре и функциям.

## Эволюционные обоснования

### Половой отбор
Женщины демонстрируют улучшенное запоминание информации по сравнению с мужчинами. Это может быть связано с тем, что женщины лучше производят анализ сценариев риска, основанный на префронтальном кортикальном контроле миндалины. Например, способность запоминать информацию лучше, чем мужчины, скорее всего, возникла из-за сексуального избирательного давления на женщин во время конкуренции с другими женщинами при выборе партнёра. Распознавание социальных сигналов было выгодной характеристикой, потому что оно в конечном счёте максимизировало потомство и поэтому было отобрано в ходе эволюции.
Окситоцин — это гормон, который вызывает сокращение матки и лактацию у млекопитающих, а также является характерным гормоном кормящих матерей. Исследования показали, что окситоцин улучшает пространственную память. Благодаря активации сигнальных путей MAPК окситоцин играет важную роль в повышении долговременной синаптической пластичности, которая представляет собой изменение силы синапса и отвечает за реализацию феномена памяти и обучения. Этот гормон, возможно, помогал матерям запоминать расположение отдалённых источников пищи, чтобы они могли лучше воспитывать своих отпрысков.

## Анатомия женского и мужского мозга
Мужчины и женщины различаются в некоторых аспектах мозга, в особенности в размерах: у мужчин мозг в среднем больше (от 8 % до 13 % больше), но есть области мозга, которые, по-видимому, не различаются по половому признаку. Кроме того, существуют различия в паттернах активации, которые предполагают анатомические различия или различия в развитии.
Метасинтез существующей литературы 2021 года показал, что пол составляет 1 % структуры или латеральности мозга, обнаруживая большие различия на уровне групп только в общем объёме мозга.

### Латерализация
Латерализация может различаться у разных полов, причем говорят, что у мужчин более латерализованный мозг. Это часто объясняется различиями в способностях «левого» и «правого» полушарий мозга. Вероятность того, что мужчина будет левшой, больше, что может служить доказательством половых различий в латерилизации. Однако не до конца известно, связано ли появление мужчины-левши с латерализацией.
Проведённый в 2014 году метаанализ серого вещества головного мозга выявил сексуально диморфные области мозга по объёму и плотности. При синтезе эти различия показывают, что увеличение объёма у мужчин, как правило, происходит с левой стороны систем, в то время как у женщин правое полушарие чаще имеет больший объём. С другой стороны, предыдущий метаанализ 2008 года показал, что разница между латерализацией мужского и женского мозга была незначительной.

### Миндалевидное тело
Существуют поведенческие различия между мужчинами и женщинами, которые могут указывать на разницу в размере или функции миндалины. Обзор исследований объёма миндалины за 2017 год показал, что размеры сильно различаются: у мужчин миндалина на 10 % больше. Однако, поскольку мужской мозг больше, этот вывод оказался ложным. После нормализации размера мозга не было обнаружено существенной разницы в размерах миндалины у разных полов.
Что касается активации, то нет никакой разницы в активации миндалины у разных полов. Различия в поведенческих тестах могут быть обусловлены потенциальными анатомическими и физиологическими различиями в миндалине у разных полов, а не различиями в активации.
Эмоциональное выражение, понимание и поведение, по-видимому, различаются у мужчин и женщин. Обзор 2012 года показал, что мужчины и женщины имеют различия в обработке эмоций: мужчины, как правило, сильнее реагируют на угрожающие стимулы и реагируют с большим количеством физического насилия.

### Гиппокамп
Атрофия гиппокампа связана с различными психическими расстройствами, которые чаще встречаются у женщин. Кроме того, существуют различия в навыках запоминания между мужчинами и женщинами, которые могут указывать на разницу в объёме гиппокампа. Метаанализ различий в объёме, проведённый в 2016 году, выявил больший объём гиппокампа у мужчин. Однако после корректировки на индивидуальные различия и общий объём мозга ученые не обнаружили существенных различий по полу, несмотря на ожидание, что у женщин может быть больший объём гиппокампа.

### Серое вещество
Метаанализ 2014 года выявил различия в уровнях серого вещества между полами. Результаты показали, что мужчины имели больший объём серого вещества в миндалинах, гиппокампе и передней парагиппокампальной извилине, в то время как у женщин объём серого вещества был больше в правом лобном полюсе, нижней и средней лобной извилине, передней поясной извилине и боковой затылочной коре, среди прочего. Различия между полами также заключались в плотности. Мужчины, как правило, имели более плотную левую миндалину, гиппокамп и области правой VI доли мозжечка, в то время как женщины, как правило, имели более плотный левый лобный полюс. Значение этих различий заключается как в латерализации (у мужчин больший объём в левом полушарии, а у женщин больший объём в правом полушарии), так и в возможном использовании этих результатов для изучения различий в неврологических и психиатрических состояниях.

### Трансгендерные исследования анатомии мозга
Ранние посмертные исследования трансгендерной неврологической дифференциации были сосредоточены на областях гипоталамуса и миндалины головного мозга. С помощью магнитно-резонансной томографии (МРТ) у некоторых транс-женщин были обнаружены типичные для женщин путамины, которые были больше по размеру, чем у цисгендерных мужчин. Некоторые транс-женщины также показали типичную для женщин центральную часть ядра ложа конечной полоски (BSTC) и интерстициальное ядро переднего гипоталамуса номер 3 (INAH-3), судя по количеству нейронов, обнаруженных внутри каждого.

## Нейронные связи
Как мужчины, так и женщины имеют устойчивые активные сети рабочей памяти, состоящие из обеих средних лобных извилин, левой поясной извилины, правой предклинной кости, левой нижней и верхней теменной долей, правой клауструмы и левой средней височной извилины. Хотя для рабочей памяти используются одни и те же нейронные связи, определённые области зависят от пола. Так как женщины, как правило, имеют более высокую активность в префронтальной и лимбической областях, таких как передняя поясная извилина, двусторонняя миндалина и правый гиппокамп, в то время как мужчины, как правило, имеют распределённую сеть, распределённую между мозжечком, частями верхней теменной доли, левым островком и двусторонним таламусом, можно наглядно просмотреть половые различия в нейронных связях.
В обзоре крупномасштабных нейронных связей 2017 года была выдвинута гипотеза о том, что более высокая восприимчивость женщин к заболеваниям, связанным со стрессом, таких как посттравматический синдром и тяжёлое депрессивное расстройство, при которых сеть выявления значимости, как предполагается, является гиперактивной и вмешивается в сеть исполнительного контроля, может быть частично вызвана, наряду с воздействием раздражителей и стратегий преодоления, которые доступны женщинам, основными половыми различиями мозга.